# Dwirećkyj
Dwirećkyj (ukr. Двірецький) – przystanek kolejowy w pobliżu miejscowości Dwireć, w rejonie szepetowskim, w obwodzie chmielnickim, na Ukrainie. Położony jest na linii Szepetówka – Tarnopol.